# Staduchin-Gletscher
Der Staduchin-Gletscher (russisch Ледник Стадухина Lednik Staduchina) ist ein Gletscher an der Zumberge-Küste des westantarktischen Ellsworthlands. Er mündet auf der Nordseite der Fletcher Ice Rise in das Carlson Inlet.
Russische Wissenschaftler benannten ihn nach dem Entdecker Michail Wassiljewitsch Staduchin († 1666).